# Űrhajózási lexikon
Az Űrhajózási lexikon az Akadémiai Kiadó és a Zrínyi Katonai Kiadó gondozásában megjelent az űrhajózással, a mesterséges égitestekkel és ezeket célbajuttató berendezésekkel, valamint a világűr kutatásával foglalkozó enciklopédikus mű. Főszerkesztője Almár Iván, szerkesztője Horváth András.
A lexikon alapjául a Koszmonavtyika. Malenykaja enciklopegyija c. szovjet lexikon első és második kiadása szolgált, ám ezt a szerkesztőbizottság lényegesen kibővítette.